# Gracie Allen
Gracie Allen est une actrice américaine, née le 26 juillet 1902 à San Francisco et morte le 27 août 1964 à Hollywood (Los Angeles).

## Filmographie
- 1929 : Lambchops, de Murray Roth : Grace Allen
- 1931 : Fit to Be Tied : Miss Allen,
- 1931 : Pulling a Bone : Gracie
- 1931 : The Antique Shop : Miss Allen
- 1931 : Once Over, Light : Grace, the Manicurist
- 1931 : 100 % Service : Grace Allen
- 1932 : Your Hat : Gracie Allen
- 1932 : Oh, My Operation : Nurse Allen
- 1932 : Walking the Baby : Mamie
- 1932 : The Babbling Book : Grace Allen
- 1932 : The Big Broadcast de Frank Tuttle : Gracie
- 1933 : Let's Dance : Gracie
- 1933 : International House : Nurse Allen
- 1933 : College Humor de Wesley Ruggles : Gracie
- 1934 : Poker Party (Six of a Kind), de Leo McCarey : Gracie De Vore
- 1934 : We're Not Dressing, de Norman Taurog : Gracie
- 1934 : Many Happy Returns (en) de Norman Z. McLeod : Gracie
- 1935 : Love in Bloom : Gracie Downey
- 1935 : Here Comes Cookie : Gracie Allen
- 1935 : Symphonie burlesque (The Big Broadcast of 1936) : Gracie
- 1936 : The Big Broadcast of 1937 : Mrs Platt
- 1936 : L'Appel de la folie (College Holiday) de Frank Tuttle : Calliope 'Gracie' Dove
- 1937 : Demoiselle en détresse (A Damsel in Distress) : Gracie
- 1938 : College Swing, de Raoul Walsh : Gracie Alden
- 1939 : Honolulu : Millicent 'Millie' De Grasse
- 1939 : The Gracie Allen Murder Case : Gracie Allen
- 1942 : Mr. and Mrs. North : Pamela 'Pam' North
- 1944 : Deux Jeunes Filles et un marin (Two Girls and a Sailor), de Richard Thorpe : Elle-même